# Musée des arts appliqués de Belgrade
Pour les articles homonymes, voir Musée des arts appliqués.
Le musée des arts appliqués de Belgrade (en serbe cyrillique : Музеј примењене уметности ; en serbe latin : Muzej primenjene umetnosti) est un musée des arts décoratifs situé à Belgrade, la capitale de la Serbie. Il se trouve 18 rue Vuka Karadžića, dans la municipalité de Stari grad.
Le musée abrite environ 32 000 œuvres qui témoignent de l'évolution des arts décoratifs sur plus de 2 400 ans. Les objets les plus anciens du musée sont des pièces de monnaie de la Grèce antique qui remontent au IVe siècle av. J.-C..

## Histoire et architecture
L'actuel musée des arts appliqués est installé dans l'ancien palais Čelebonović, construit entre 1927 et 1929 dans un style académique par les architectes Stevan Belić pour le projet d'ensemble, Nikola Krasnov pour la façade et Neregar pour la décoration intérieure ; l'édifice comprend un rez-de-chaussée et deux étages. Après la Seconde Guerre mondiale, il fut occupé par le ministère serbe de la Construction.
Le musée actuel a été fondé en 1950, notamment à partir d'un fonds de 3 000 artéfacts archéologiques appartenant à Ljuba Ivanović.

## Collections
Le musée est divisé en sept départements : métal et joaillerie, textile et costume, mobilier, photographique et art graphique, céramiques, verre et porcelaine, arts décoratifs contemporains et architecture, urbanisme et design architectural.